# أمام (اسم)
أَمَّام هو اسم علم مذكر من أصل عربي، وجاء الاسم على صيغة فعَّال، ومعناه هو الدائم التقدم للقوم والكثير القصد لأمر ما.